# Vs. (альбом Pearl Jam)
Vs. (рус. «Против») — второй студийный альбом американской рок-группы Pearl Jam, вышедший в 1993 году. Диск Vs. продался в количестве почти 1 000 000 копий за его первую неделю продаж. Альбом был выпущен без видеоклипов. После неустанного гастрольного графика в поддержку альбома Ten Pearl Jam направились в студию в начале 1993 года, оказываясь перед проблемой развития коммерческого успеха прошлого альбома. Записанный альбом показал более сырой и более агрессивный звук по сравнению с Ten.

## Запись
После успеха дебютного альбома Pearl Jam чувствовали большое давление на себя со стороны общественности. «Vs.» был первым альбомом Pearl Jam, который продюсировал Брендан О’Брайан. Также это первый альбом группы с новым барабанщиком Дэйвом Аббруззесом, который присоединился к группе в августе 1991 года и участвовал в Ten Tour. Репетиции будущего альбома начались в феврале 1993 года, в «Potatohead Studio», в Сиэтле, Вашингтон. Группа тогда переезжала в «The Site» в Никасио, Калифорния, в марте 1993 года, для начала записи.
Группа записывала одну песню за один раз, и согласилась с О’Брайаном смешать песни, поскольку все они были закончены. О’Брайан настраивал членов группы играть в живую, и поэтому большинство песен было сложено из джем-сейшнов. Гитарист Стоун Госсард сказал, «Я думаю, что мы позволили вещам развиться в более естественном, ориентируемом группой виде. Однажды Эдди Веддер после исполнения сказал: вы можете говорить что нужно изменить пока я пою». В интервью 2009 года Стоун Госсард заявил, «Vs. был, альбом где лучше чувствовалась запись. Я видел, как это могло изменится и развится, мы можем сделать баллады, мы можем сделать быстрый материал, мы можем сделать медленный материал, мы можем сделать панк».
В первую неделю были записаны песни «Go», «Blood», «Rats» и «Leash». Басист Джефф Амент сказал, «Делая запись Vs., большое давление было направлено на Эда, ему было некомфортно на своём месте. Ему приходилось нелегко, заканчивая песни. Я думал, что как группа мы играли хорошо.». Также Амент добавил, «к концу процесс стал довольно интенсивным», и что группа «изо всех сил пыталась сделать его некомфортным для Веддера». Альбом был закончен в мае 1993 года, Веддер позже сказал, «Вторая запись, которую, я меньше всего хотел делать… Я не чувствовал себя комфортно на месте. Мне не нравилось это вообще».

## Музыка и тексты песен
Джефф Амент сказал: «Когда мы сделали Vs., наш второй альбом, я подумал: мне жаль, что наш первый альбом не походил на этот. Я думаю, что Vs. получился более прямым, более сильным». Помимо более тяжёлых песен, в альбом вошли две акустических баллады «Daughter» и «Elderly Woman Behind the Counter in a Small Town». Несколько песен включают элементы фанка, это «Animal», «Blood», и «Rats». Майк МакКриди сказал, что уклон в фанк не был спонтанным, а скорее следствие «исследований различных указаний и объединения наших усилий».
Песни альбома повествуют о личных, социальных и политических проблемах. Эдди Веддер сказал, что «Вы пишете то, что приходит к вам… Вы пытаетесь отразить настроение в песнях.». Темы песен включают жестокое обращение с детьми («Daughter»), культура оружия («Glorified G»), полицейский расизм («W.M.A.») и СМИ («Blood»). «Daughter» рассказывает историю ребёнка, который подвергается жестокому обращению со стороны родителей, из-за её проблемы с обучаемостью. «Elderly Woman Behind the Counter in a Small Town» рассказывает историю жизни старой леди, которая застряла в небольшом городе.
«Glorified G» песня, дразнящая энтузиастов оружия, была вдохновлена инцидентом, в котором Дейв Аббруззес сказал группе, что только что купил два ружья, что привело к жаркой беседе об оружии в группе. «W.M.A.» появилась после инцидента, который произошёл возле репетиционной студии Pearl Jam, где Эдди Веддер вступил в препирательство с группой полицейских, которые изводили его темнокожего друга. «Leash» была написана о той же самой девочке, что и в песне «Why Go» из их предыдущего альбома «Ten».

## Невошедший материал
Две песни не вошли в альбом, позже они попали в следующий альбом «Vitalogy» — это «Whipping» и «Better Man». Обе песни впервые были сыграны 13 мая 1993 года на концерте в «Slim’s Café», Сан-Франциско, где группа также представила большинство других, недавно записанных песен из будущего альбома. «Better Man» не вошла в альбом потому что Эдди Веддер был не доволен качеством песни. Другая песня, была записана во время работы над альбомом «Hard to Imagine». Версия песни для «Vs.» появилась в альбоме компиляции «Lost Dogs». Стоун Госсард сказал, что песню не включили в альбом потому что у группы уже было достаточно готовых песен для альбома. «Crazy Mary» кавер на песню Виктории Виллиамс (в котором присутствует бэк-вокал и гитара Виллиамс), был также записан во время сессий записи альбома. В 1993 году «Crazy Mary» попала в альбом-трибьют «Sweet Relief: A Benefit for Victoria Williams», а в 2011 году попадает в переиздание «Vs.», в качестве бонус-трека.

## Выпуск и отзывы
| Оценки критиков      | Оценки критиков      |
| Источник             | Оценка               |
| -------------------- | -------------------- |
| AllMusic             | [ 16 ]               |
| Chicago Sun-Times    | [ 17 ]               |
| Robert Christgau     | [ 18 ]               |
| Entertainment Weekly | B−                   |
| Los Angeles Times    | [ 20 ]               |
| The New York Times   | (благоприятный)      |
| Rolling Stone        | (благоприятный) 1993 |
| Rolling Stone        | 2004                 |
| USA Today            | [ 24 ]               |
| The Washington Post  | (благоприятный)      |

«Vs.» дебютировал на вершине чарта Billboard 200 и оставался там в течение пяти недель. За первую неделю было продано 950 378 копий. Это установило рекорд для большинства альбомов, проданных в первую неделю выпуска. Vs. является семикратно платиновым альбомом. По сведениям SoundScan, к 2003 году было продано 5 900 000 копий в Соединённых Штатах.
Пол Эванс, корреспондент Rolling Stone, дал альбому благоприятную оценку, говоря, «Немногие американские группы могут так успешно дебютировать, как это было с Ten, и затем достичь тех же высот со вторым альбомом, как это было с Vs.». Он добавил, «Эдди Веддер как Джим Моррисон и Пит Таунсенд сделал уклон в сторону психологическо-мифических взысканий…В то время как гитаристы Стоун Госсард и Майк Маккриди рисуют плотные и резкие рифы, он приглашает нас в драму эксперимента и борьбы». Джон Пэрелес из The New York Times заявил, что «Pearl Jam используют свой новый альбом…, чтобы расширить свою музыку» и добавил, что «большая часть альбома… показывает личные переживания как общественный катарсис».
Дэвид Браун из Entertainment Weekly дал альбому оценку «B-», также сказав «Vs. это не копия Ten; за одно это Pearl Jam зарабатывают очки.». Однако, он возразил, говоря, что «Vs. подтверждает раз и навсегда, что в музыке группы нет никакого андерграунда или альтернативы».
Группа решила отказаться от клипов после очень успешного «Jeremy», и решила меньше появляться на телевидении и давать интервью. Спустя десять лет Джефф Амент сказал, «Я не хочу, чтобы люди помнили наши песни по клипам».
«Vs.» включает известные синглы «Go», «Daughter», «Animal» и «Dissident». Все четыре сингла попали в чарты Mainstream Rock и Modern Rock. «Daughter» стала самой успешной песней альбома, она достигла первого места в чартах Mainstream Rock и Modern Rock, в общей сложности продержавшись на вершине восемь недель. Также в чарты попали песни «Glorified G» и «Elderly Woman Behind the Counter in a Small Town».

## Vs. Tour
В поддержку альбома был проведён тур по США. Тур начался с выступления в «The Warfield Theatre», Сан-Франциско, 28 октября 1993 года. Закончился выступлением в «Paramount Theater», Нью-Йорк, 17 апреля 1994 года. Во время этого тура группа установила ценовой лимит на билеты в попытке помешать спекулянтам. Во время тура было сыграно несколько песен из будущего альбома «Vitalogy». Концерт 3 апреля 1994 года в «Fox Theatre», Атланта транслировался в прямом эфире по радио США.

## Список композиций
| №                   | Название                                           | Текст песни         | Музыка                       | Длительность |
| ------------------- | -------------------------------------------------- | ------------------- | ---------------------------- | ------------ |
| 1.                  | «Go»                                               | Эдди Веддер         | Дейв Аббруззес               | 3:13         |
| 2.                  | «Animal»                                           | Эдди Веддер         | Стоун Госсард                | 2:49         |
| 3.                  | «Daughter»                                         | Эдди Веддер         | Стоун Госсард                | 3:56         |
| 4.                  | «Glorified G»                                      | Эдди Веддер         | Стоун Госсард, Майк Маккриди | 3:26         |
| 5.                  | «Dissident»                                        | Эдди Веддер         | Майк Маккриди, Джефф Амент   | 3:36         |
| 6.                  | «W.M.A.»                                           | Эдди Веддер         | Дейв Аббруззес, Джефф Амент  | 5:59         |
| 7.                  | «Blood»                                            | Эдди Веддер         | Стоун Госсард, Майк Маккриди | 2:51         |
| 8.                  | «Rearviewmirror»                                   | Эдди Веддер         | Эдди Веддер                  | 4:44         |
| 9.                  | «Rats»                                             | Эдди Веддер         | Джефф Амент                  | 4:15         |
| 10.                 | «Elderly Woman Behind the Counter in a Small Town» | Эдди Веддер         | Эдди Веддер                  | 3:16         |
| 11.                 | «Leash»                                            | Эдди Веддер         | Стоун Госсард, Майк Маккриди | 3:09         |
| 12.                 | «Indifference»                                     | Эдди Веддер         | Джефф Амент, Стоун Госсард   | 5:03         |
| Общая длительность: | Общая длительность:                                | Общая длительность: | Общая длительность:          | 46:20        |

| №                   | Название                                        | Текст песни         | Музыка              | Длительность |
| ------------------- | ----------------------------------------------- | ------------------- | ------------------- | ------------ |
| 13.                 | «Hold On» (Demo)                                | Эдди Веддер         | Стоун Госсард       | 4:40         |
| 14.                 | «Cready Stomp» (Studio Outtake \| Instrumental) |                     | Майк Маккриди       | 3:22         |
| 15.                 | «Crazy Mary» (кавер на песню Виктории Виллиамс) | Виктория Виллиамс   | Виктория Виллиамс   | 5:39         |
| Общая длительность: | Общая длительность:                             | Общая длительность: | Общая длительность: | 13:42        |

## Участники записи
| Pearl Jam - Эдди Веддер — вокал - Дейв Аббруццезе — барабаны - Джефф Амент — бас гитара - Стоун Госсард — гитара - Майк Маккриди — ведущая гитара | Продюсеры - Ames — фотограф - Ник Дидия — запись - Адам Каспер, Кевин Скотт — ассистенты - Лэнс Meрсер — фотограф - Брендан O’Брайан, Pearl Jam — продакшн - Джоэл Зиммерман — художественный руководитель |

## Позиции в чартах

### Альбом
| Чарт (1993)              | Позиция |
| ------------------------ | ------- |
| Australian Albums Chart  | 1       |
| Canadian Albums Chart    | 1       |
| Dutch Albums Chart       | 1       |
| Irish Albums Chart       | 1       |
| New Zealand Albums Chart | 1       |
| Norwegian Albums Chart   | 1       |
| Swedish Albums Chart     | 1       |
| US Billboard 200         | 1       |
| UK Albums Chart          | 2       |
| Finnish Albums Chart     | 3       |
| Austrian Albums Chart    | 7       |
| German Albums Chart      | 8       |
| Swiss Albums Chart       | 9       |
| French Albums Chart      | 12      |
| Italian Albums Chart     | 15      |
| Spanish Albums Chart     | 31      |
| Hungarian Albums Chart   | 34      |
| Japanese Albums Chart    | 42      |

#### Чарт десятилетия
| Чарт (1990—1999) | Позиция |
| ---------------- | ------- |
| US Billboard 200 | 46      |

### Синглы
| 1993                                     | «Go»                                               | —  | 3  | 8  | 22 | —  | —  | 96 | — | 21 | 5 | 2  | 190 |
| 1993                                     | «Daughter»                                         | 97 | 1  | 1  | 18 | 16 | —  | —  | 4 | 46 | — | 11 | 18  |
| 1994                                     | «Animal»                                           | —  | 21 | —  | 30 | —  | —  | —  | — | —  | — | 7  | —   |
| 1994                                     | «Elderly Woman Behind the Counter in a Small Town» | —  | 23 | 17 | —  | —  | —  | —  | — | —  | — | —  | —   |
| 1994                                     | «Dissident»                                        | —  | 3  | —  | —  | —  | 24 | 97 | 7 | 14 | 2 | —  | 14  |
| 1994                                     | «Glorified G»                                      | —  | 39 | —  | —  | —  | —  | —  | — | —  | — | —  | —   |
| «—» означает, что сингл не попал в чарт. |                                                    |    |    |    |    |    |    |    |   |    |   |    |     |

## Признание
| год  | публикация           | страна              | список                                      | позиция |
| ---- | -------------------- | ------------------- | ------------------------------------------- | ------- |
| 1999 | Pause & Play         | Флаг США            | «The 90’s Top 100 Essential Albums»         | 11      |
| 1999 | Visions              | Флаг Германии       | «The Most Important Albums of the 90’s»     | 46      |
| 1999 | Juice                | Флаг Австралии      | «The 100 (+34) Greatest Albums of the 90’s» | 14      |
| 2004 | The Movement         | Флаг Новой Зеландии | «The 101 Best Albums of the 90’s»           | 37      |
| 2008 | Entertainment Weekly | Флаг США            | «100 Best Albums from 1983 to 2008»         | 78      |